# Diersbüttel

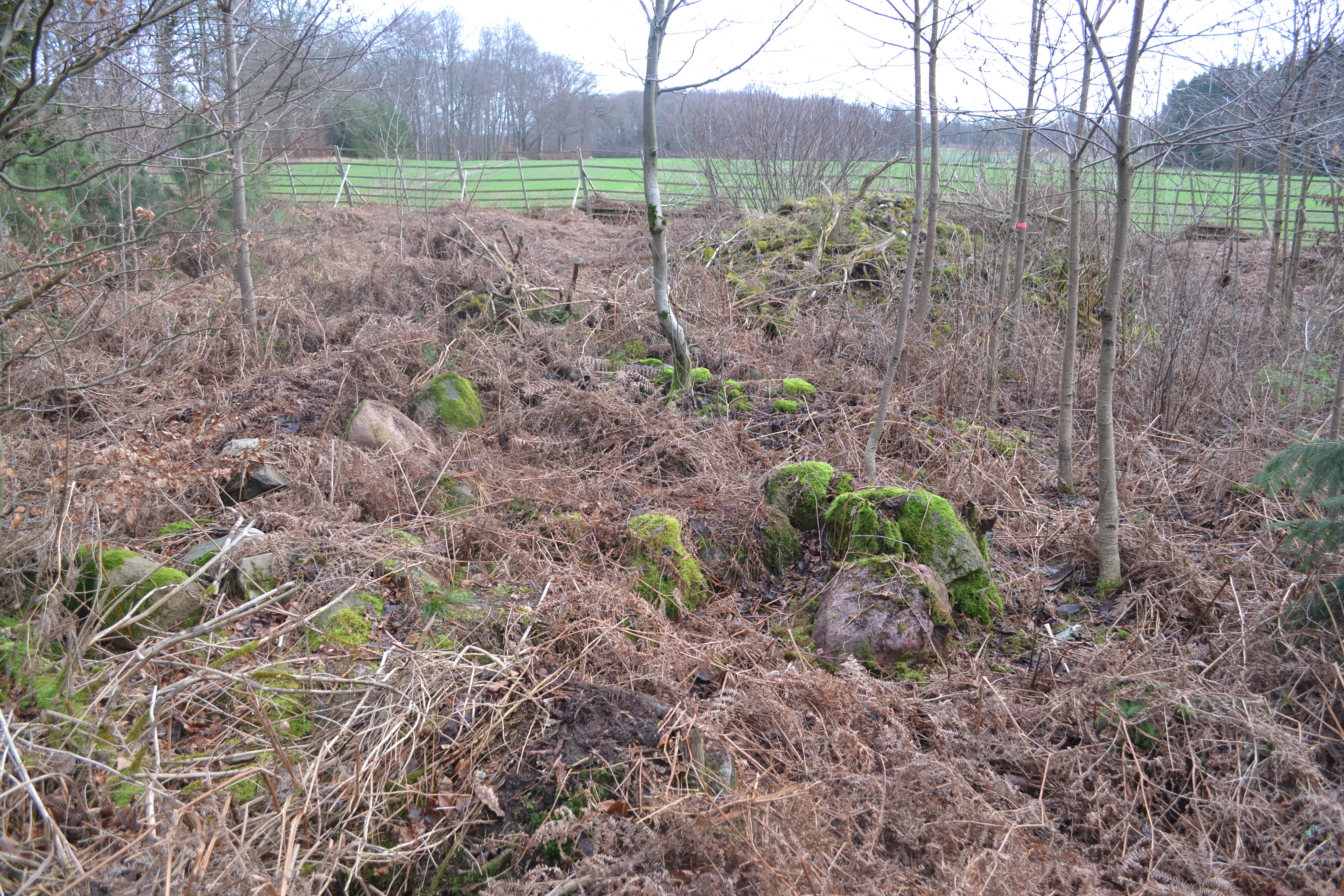
Großsteingrab 1

Diersbüttel ist ein Ortsteil der Gemeinde Rehlingen im Landkreis Lüneburg in Niedersachsen und liegt an der L234.

## Geographie
Nördlich des Dorfes befinden sich die drei Großsteingräber bei Diersbüttel aus der Zeit von 3500 bis 2800 v. Chr.

## Geschichte
Diersbüttel gehört zu den -büttel-Orten und wurde 1302 erstmals urkundlich erwähnt. Für den Ort werden für das Jahr 1848 acht Wohngebäude mit 76 Einwohnern verzeichnet. Zu der Zeit gehörte Diersbüttel zur Bauerschaft Amelinghausen im Amt Winsen an der Luhe. Am 1. März 1974 wurde die Gemeinde Diersbüttel in die Gemeinde Rehlingen eingemeindet.

### Einwohnerentwicklung
| Jahr      | 1848 | 1910 | 1925 | 1933 | 1939 |
| --------- | ---- | ---- | ---- | ---- | ---- |
| Einwohner | 76   | 82   | 90   | 91   | 81   |